# Дзуцев, Руслан Тамерланович
Русла́н Тамерла́нович Дзуцев (род. 31 марта 1984) — российский футболист, нападающий.

## Биография
Воспитанник СДЮШОР «Спартак» Владикавказ, в главной команде, «Алании» — с 2000 года. В 2001—2002 годах сыграл 19 матчей в чемпионате России, забил один мяч. Свой единственный мяч забил 16 июня 2001 года в ворота «Ротора» в возрасте 17 лет и 77 дней. На тот момент Дзуцев стал самым юным автором гола в чемпионатах России. Впоследствии ещё три футболиста забивали в более юном возрасте. Провёл один матч в Кубке России — в розыгрыше турнира 2002/03 против «Рубина» в 1/16 финала (0:1). Последний матч за «Спартак-Аланию» сыграл 29 марта 2003 года в 1/8 финала Кубка Премьер-лиги против «Уралана» (0:1), после чего на профессиональном уровне не выступал. Из 21 матча, сыгранных за владикавказский клуб, только в трёх провёл все 90 минут.
Участник юношеского чемпионата Европы (до 16 лет) 2001 года.